# Caroline Miolan-Carvalho
Marie Caroline Miolan-Carvalho (ur. 31 grudnia 1827 w Marsylii, zm. 10 lipca 1895 w Chateau-Puys, nieopodal Dieppe) – francuska śpiewaczka operowa, sopran.
Córka oboisty, Féliksa Miolana, uczyła się śpiewu u tenora Gilberta Dupreza w Konserwatorium Paryskim, które ukończyła z wyróżnieniem. Zadebiutowała w Breście w roku 1849 jako Isabelle w Robercie Diable Meyerbeera. Jej głos, lekki sopran liryczny, ceniono za ruchliwość i efektowne tryle. W roku 1850 została przyjęta do paryskiej Opéra-Comique, gdzie występowała do roku 1855. Na tej scenie doceniono zwłaszcza jej kreację w jednoaktowej operze komicznej Wesele Jeannette Victora Massé. W roku 1853 wyszła za basa  i impresaria Léona Carvalho, który trzy lata później objął dyrekcję Théâtre-Lyrique. Tam Miolan-Carvalho mogła wykonywać znaczące partie, jakie rzadko proponowano jej w poprzednim teatrze. Z powodzeniem występowała w operach Mozarta, śpiewając Cherubina w Weselu Figara, Zerlinę w Don Giovannim i Paminę w Czarodziejskim flecie. Jednak do jej największych osiągnięć zaliczono występy w prapremierowych inscenizacjach oper Charles’a Gounoda. Jako Małgorzata w Fauście (1859), Baucis w Filemonie i Baucis (1860), Sylvie w Gołąbce (1860), tytułowa Mireille (1864) oraz Julia w Romeo i Julii (1867) odnosiła duże sukcesy, zwłaszcza że kompozytor niejednokrotnie dostosowywał partyturę do jej możliwości wokalnych.
W roku 1859 zadebiutowała na scenie londyńskiej Opery Królewskiej w Dinorze Meyerbeera. Powracała tam regularnie aż do roku 1864 i później w latach 1871-1872, między innymi jako Gilda w Rigoletcie Verdiego, Matylda w Wilhelmie Tellu Rossiniego i Marguerite de Valois w Hugonotach Meyerbeera. Kiedy jej mąż, w roku 1868, stracił posadę w Théâtre-Lyrique, powróciła do Opéra-Comique. Następnie została zaangażowana w Operze Paryskiej, gdzie śpiewała do roku 1885. Pożegnała się z widzami, wykonując partię Małgorzaty w Fauście. Po zakończeniu kariery zajęła się pracą pedagogiczną. Do grona jej uczennic należały Marie Delna i Adelajda Bolska.